# كلارا سوين
كلارا سوين (بالإنجليزية: Clara Swain)‏ هي مبشرة وطبيبة أمريكية، ولدت في 18 يوليو 1834، وتوفيت في 25 ديسمبر 1910.